# انتریلیاخ
انتریلیاخ (به آلمانی: Untertilliach) یک منطقهٔ مسکونی در اتریش است که در لاینس واقع شده‌است. انتریلیاخ ۳۶٫۳ کیلومتر مربع مساحت دارد ۱٬۲۳۵ متر بالاتر از سطح دریا واقع شده‌است.